# Eusozialität

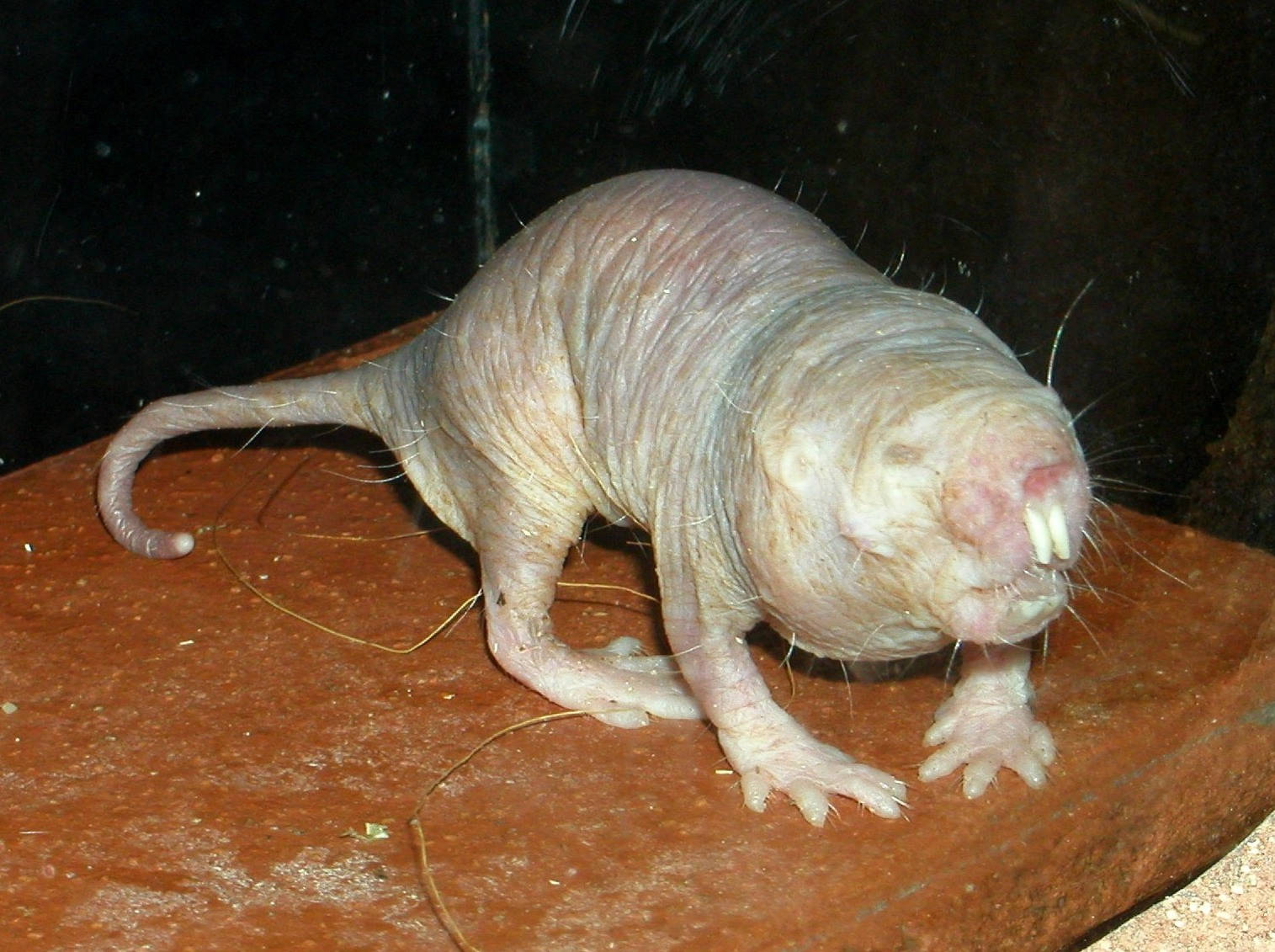
Nacktmull (Heterocephalus glaber) – sie gehören zu den wenigen eusozialen Säugetieren.

Eusozialität (von griechisch εὐ ‚gut‘ und lateinisch socialis ‚kameradschaftlich‘) ist eine Bezeichnung für eine besondere Form des Sozialverhaltens bei Tierarten. Der Begriff wurde 1969 von dem Bienenforscher Charles Michener eingeführt, um unterschiedliche Formen des sozialen Verhaltens, die bis dahin begrifflich oft nicht unterschieden worden waren und meist summarisch unter dem Terminus „sozial“ zusammengefasst worden waren, präziser beschreiben zu können. Michener griff dabei eine Wortschöpfung seiner Schülerin Suzanne Batra von 1966 auf und verallgemeinerte sie. Micheners Terminologie ist innerhalb der Biologie, besonders der Soziobiologie, akzeptiert und weithin angewandt worden. In jüngerer Zeit wird sie von einigen Forschern als zu schematisch kritisiert.
Eusoziale Kolonien, überwiegend bei sozialen Insektenarten, werden im deutschen Sprachraum auch als Staat (Insektenstaat, bei Hautflüglern Hymenopterenstaat, bei Honigbienen Bien) oder Volk (Insektenvolk) bezeichnet, die entsprechenden Arten als staatenbildend. Im englischen Sprachraum spricht man von insect societies bzw. insect colonies. 
Familien-Einheiten eusozialer Tiere, in der die Arbeitsteilung hoch spezialisiert sind und in der die Individuen nicht in der Lage sind, über längere Zeit allein zu überleben, werden Superorganismus genannt, insbesondere in der synthetischen Evolutionstheorie. 
Ihr Zusammenwirken resultiert in einer höheren Komplexität. Es wird daher auch eine sogenannte kollektive Intelligenz vermutet.
Beispiele sind der Ameisenstaat und Kolonien von Honigbienen.

## Definition
In der Terminologie nach Michener bezeichnet „eusozial“ das, was frühere Forscher sozialer Insekten meist einfach „sozial“ genannt hatten. Es handelt sich um die am höchsten integrierte Form des Sozialverhaltens bei Tierarten abseits des Menschen. Kennzeichnend für eusoziale Verbände sind:
- kooperative Brutpflege durch mehrere Tiere
- gemeinsame Nahrungsbeschaffung und auch - verteilung, zum Beispiel durch gegenseitige Fütterung (Trophallaxis)
- der Verband umfasst mehrere unterscheidbare Teilgruppen, die arbeitsteilig verschiedene Aufgaben erfüllen, die Kasten genannt werden. Beispiele wären etwa Nahrungsbeschaffer (Arbeiter) und Verteidiger (Soldaten) in den Staaten der Termiten.
- Zusammenleben von Tieren mehrerer Generationen, meist in Familienverbänden aus Müttern und Töchtern

Ein Verband, der diese Voraussetzungen erfüllt, wird dann Staat genannt, die entsprechende Art staatenbildend.
Innerhalb der Eusozialität werden noch zwei Abstufungen unterschieden.
- hoch oder komplex (eu)sozial sind Arten, bei denen sich die Kasten nicht nur in Verhalten, Physiologie und ggf. Körpergröße unterscheiden, sondern klar unterschiedliche Morphologie mit unterschiedlichen Merkmalen umfassen. Dazu gehören innerhalb der Bienen die Honigbienen (Apini) und die stachellosen Bienen (Meliponini)
- primitiv (eu)sozial sind Arten, die eusozial sind, bei denen aber die Kasten nur am Verhalten oder ggf. der Physiologie, aber nicht morphologisch unterschieden werden können. Bei den Bienen gehören dazu z. B. viele Furchenbienen der Gattungen Halictus und Lasioglossum; die Hummeln (Bombus) stehen zwischen primitiv und komplex eusozial.

Neben den sozialen Hautflüglern und Termiten, den Paradegruppen für eusoziales Verhalten, kommt dieses seltener auch bei anderen Tierarten vor. Es gibt einige Fälle, bei denen es eine Soldatenkaste nicht reproduzierender Individuen gibt, die aber in anderer Hinsicht kein besonders komplexes Sozialverhalten entwickelt haben. Dies gibt es beispielsweise bei, ansonsten nicht sozialen, parasitischen Schlupfwespen. In einigen Fällen kommt es dabei dazu, dass einige Larven sich nicht mehr selbst weiterentwickeln, sondern ausschließlich ihre Geschwister gegen andere Parasitoidenlarven im selben Wirt verteidigen; Nachgewiesen wurden solche Ansätze zur Eusozialität auch bei parasitisch in Weichtieren lebenden Saugwürmern, von denen ein Teil der Kolonie sich reproduzieren kann, während andere Individuen die Kolonie verteidigen. Diese „Soldaten“ weisen nur zwei Prozent der Körpergröße von reproduktionsfähigen Individuen auf. Ähnliche Beispiele gibt es bei einigen australischen Thripsarten, die in selbst erzeugten, blasenartigen Blattgallen von Akazien leben. Einige Individuen entwickeln sich hier zu Soldaten, die sich durch Körpergröße auszeichnen, aber nur eingeschränkte Fortpflanzungsfähigkeit besitzen. Ihre Aufgabe ist die Verteidigung der Galle gegen andere Fransenflügler-Arten, die die Gallen nutzen, ohne sie selbst erzeugen zu können (Kleptoparasiten).
Echte, hoch eusoziale Tierarten sind aber in anderen Gruppen selten. Sie wurden etwa nachgewiesen bei im Meer lebenden Knallkrebsen der Gattung Synalpheus. Weitere Vertreter mit eusozialem Verhalten sind der afrikanische Nacktmull, der auch Kolonien mit einem einzigen fortpflanzenden Weibchen (einer Königin) ausbildet, und die in Deutschland weniger bekannten Graumulle der Gattung Fukomys und Cryptomys.

## Evolution
Eusozialität bedingt ein hohes Maß an Altruismus, weil einige Individuen zugunsten anderer, mit denen sie in der Regel nahe verwandt sind, auf eigenen Nachwuchs verzichten. Die Erklärung dieses Verhaltens ist ein Problem der Evolutionsbiologie, die eigentlich annehmen würde, dass ein solches Verhalten evolutiv nachteilig sein müsste. Individuen, die Gene für altruistisches Verhalten besitzen, haben schließlich weniger eigene Nachkommen als solche ohne sie, wodurch das Verhalten von der Selektion eigentlich ausgemerzt werden müsste. Dieses Problem war bereits dem Begründer der modernen Evolutionstheorie Charles Darwin bewusst. Zur Lösung des Problems sind eine Reihe Theorien entwickelt worden, wie diejenigen der Gruppenselektion, am einflussreichsten aber das auf vor allem von J. B. S. Haldane und William D. Hamilton entwickelte Konzept der Verwandtenselektion.

## Abgrenzungen
Für Sozialverbände von Tieren, die die Kriterien der Eusozialität nicht erfüllen, sind im selben Zusammenhang eine Reihe weiterer Ausdrücke zur Beschreibung des Verhaltens eingeführt worden.
- Semisoziale Arten bilden Kolonien oder soziale Verbände, bei denen die morphologisch nicht unterscheidbaren Individuen arbeitsteilig verschiedene Aufgaben erfüllen, oft als Arbeiterinnen und Königinnen. Dies gehört zum regelmäßigen Verhaltensrepertoire der Art, tritt also nicht nur fakultativ auf. Der Hauptunterschied zu eusozialen Gruppen ist, dass alle kooperierenden Individuen derselben Generation angehören (meist Schwestern). Die Koloniegröße ist immer relativ klein, die individuenreichen Staaten vieler eusozialer Arten werden nie erreicht.
- Quasisoziale Arten umfassen fruchtbare, eierlegende Weibchen (die den Königinnen der eu- und semisozialen Arten entsprechen), die bei der Versorgung ihres Nachwuchses Gruppen bilden, sich ggf. gegenseitig helfen und Teile der anfallenden Arbeiten, wie etwa den Bau einer Nesthülle, gemeinsam erledigen. Im Gegensatz zu semisozialen Arten sind also keine Kasten ausgebildet.
- Kommunal sind Arten, bei denen die Weibchen ein gemeinsames Nest anlegen und bewohnen, bei denen aber jedes Weibchen einen eigenen Teil davon bewohnt und die ansonsten nicht zusammenarbeiten. Jedes Weibchen versorgt hier nur seinen eigenen Nachwuchs.
- Subsozial sind Arten, bei denen der Nachwuchs eines Weibchens nach dem Schlupf mehr oder weniger lange zusammenbleibt und Aggregationen bildet. Der Nachwuchs wird von der Mutter in der Regel gefüttert (oder bei der Nahrungsaufnahme unterstützt) und oft auch gegen Prädatoren verteidigt. Meist stirbt die Mutter, wenn oder kurz bevor der Nachwuchs selbständig wird. Zusammenarbeit und Arbeitsteilung kommen nicht vor.

Semisoziales, quasisoziales und kommunales Verhalten sind in der Natur oft schwer unterscheidbar. Es gibt viele Arten, z. B. unter den Furchenbienen, bei denen je nach Koloniegröße eine andere Art der Zusammenarbeit vorkommt, oder bei denen die Stufen nacheinander durchlaufen werden. Sie werden daher häufig unter dem Ausdruck parasozial zusammengefasst.
Arten, bei denen gar kein Sozialverhalten dieser Art ausgeprägt ist, werden solitär lebend genannt. Es kann dabei zu Ansätzen von Zusammenleben kommen (also gregäres Verhalten im weiteren Sinne), wenn zum Beispiel viele Bienen derselben Art, an besonders günstigen Stellen, zahlreiche Nester dicht nebeneinander bauen. Solche Aggregationen, die gelegentlich auch Kolonien genannt werden, umfassen aber dann Tiere, die untereinander nicht interagieren und sich auch, nachdem der Bau fertiggestellt, verproviantiert und die Eier gelegt worden sind, nicht mehr um ihren Nachwuchs kümmern. Solche Aggregationen fallen nicht unter den Begriff Sozialität.